# Una cosa chiamata felicità
Una cosa chiamata felicità (Štěstí) è un film del 2005 diretto da Bohdan Sláma.
È conosciuto anche con il titolo inglese Something Like Happiness.